# Lagere Heterobranchia
De Allogastropoda oftewel de lagere Heterobranchia zijn een infraklasse van slakken (Gastropoda).

## Taxonomie
De volgende superfamilies zijn bij de infraklasse ingedeeld:
- Architectonicoidea Gray, 1850
- Cimoidea Warén, 1993
- Mathildoidea Dall, 1889
- Murchisonelloidea T. L. Casey, 1904
- Omalogyroidea G.O. Sars, 1878
- Orbitestelloidea Iredale, 1917
- Rhodopoidea Ihering, 1876
- Valvatoidea Gray, 1840